# Rajko Žižić
Rajko Žižić (* 22. Januar 1955 in Nikšić, Jugoslawien; † 7. August 2003 in Belgrad) war ein jugoslawischer Basketballspieler, der 1975 Europameister, 1978 Weltmeister und 1980 Olympiasieger war.

## Sportliche Karriere
Der 2,10 m große Rajko Žižić begann bei KK Sutjeska Nikšić mit dem Basketball, wechselte aber bereits 1971 zu OKK Belgrad. Von 1981 bis 1984 und 1986/1987 spielte er bei KK Roter Stern Belgrad, dazwischen war er in Frankreich bei CAUFA Reims.
Rajko Žižić war bereits im Juniorenbereich international erfolgreich. 1971 war er Kadetteneuropameister, 1972 und 1974 Junioreneuropameister. Mit der Jugoslawischen Nationalmannschaft spielte er bei der Europameisterschaft 1975 vor heimischem Publikum in Jugoslawien. Es gab eine Finalrunde mit sechs Mannschaften, in der die Jugoslawen fünf Siege erzielten und damit vor der Sowjetunion Europameister wurden. Žižić wirkte in acht Spielen mit und erzielte 36 Punkte. Im Jahr darauf bei den Olympischen Spielen 1976 in Montreal wurden die Jugoslawen in der Vorrunde Gruppenzweiter hinter der Mannschaft aus den Vereinigten Staaten. Nach dem Halbfinalsieg der Jugoslawen über die Mannschaft aus der Sowjetunion trafen die Jugoslawen im Finale wieder auf die Vereinigten Staaten und unterlagen mit 74:95. Rajko Žižić kam in sechs Spielen zum Einsatz und erzielte 46 Punkte, davon vier im Finale.
Nachdem Žižić bei der Europameisterschaft 1977 nicht zum jugoslawischen Kader gehört hatte, war er 1978 bei der Weltmeisterschaft in Manila wieder dabei. Dort gab es zunächst eine Finalrunde, in der die Jugoslawen ungeschlagen blieben. Die ersten beiden Teams der Finalrunde trafen im Finale aufeinander, Jugoslawien gewann gegen die Mannschaft der UdSSR mit 82:81 nach Verlängerung. Žižić wirkte in acht Spielen mit und erzielte 40 Punkte. Nach drei Europameistertiteln in Folge, wobei Žižić nur 1975 dabei war, verpassten die Jugoslawien bei der Europameisterschaft 1979 in Italien das Finale. Da sie in der Vorrunde gegen Israel mit 76:77 verloren hatten, zog Israel in das Finale gegen die sowjetische Mannschaft ein, Jugoslawien gewann das Spiel um den dritten Platz mit 99:92 gegen die Tschechoslowakei. Žižić erzielte in sechs Spielen 35 Punkte. Ein Jahr später gab es bei den Olympischen Spielen 1980 wieder eine Finalrunde. Im Finale trafen die beiden besten Mannschaften der Finalrunde aufeinander. Die Jugoslawen besiegten die Italiener mit 86:77 Punkten. Žižić wurde in sieben Spielen eingesetzt und erzielte im Turnierverlauf 29 Punkte. Im Finale war er nicht dabei.
Bei der Weltmeisterschaft 1982 in Kolumbien erreichten die Jugoslawen das Spiel um den dritten Platz und gewannen gegen die Spanier mit 119:117. Rajko Žižić kam in neun Spielen auf 44 Punkte. Im Jahr darauf belegte die jugoslawische Mannschaft den siebten Platz bei der Europameisterschaft in Frankreich. Žižić warf in sieben Spielen 37 Punkte. Zum Abschluss seiner internationalen Karriere nahm Rajko Žižić an den Olympischen Spielen 1984 in Los Angeles teil. Die Jugoslawen gewann ihre Vorrundengruppe, unterlagen aber im Halbfinale den Spaniern. Das Spiel um eine Bronzemedaille gewannen sie mit 88:82 gegen die Kanadier. Žižić wirkte in acht Spielen mit, erzielte aber insgesamt nur 12 Punkte.